# Yutajé (Amazonas)
Pour les articles homonymes, voir Yutajé.
Yutajé est une localité de la paroisse civile de Medio Ventuari dans la municipalité de Manapiare dans l'État d'Amazonas au Venezuela sur les rives du río Manapiare. Elle est l'un des points d'accès de la visite du cerro Yutajé.